# Droit islandais
Le droit islandais est le droit de tradition civiliste, de l'embranchement du droit scandinave, appliqué en Islande.

## Histoire
Le droit islandais a été établi par l'Althing pendant l'État libre islandais (930-1262). Après le Gamli sáttmáli (serment de vasselage), les lois existantes ont été compilées dans le Jónsbók  par Jón Einarsson en 1281. L'Althing a été suspendu en 1799, et rétabli en 1845 en tant qu'organisme consultatif par le roi du Danemark.
Au moment de l'indépendance en 1944, l'Althing redevient le corps législatif de l'Islande.

## Sources du droit

### Constitution
La Constitution est la loi fondamentale de l'Islande. Elle a été adoptée le 17 juin 1944, à l'occasion de l'indépendance du pays.

### Droit international

#### Principes généraux
L'Islande est un État dualiste, c'est-à-dire qu'un traité – une fois ratifié – n'est pas encore en vigueur en droit interne. Il doit, auparavant, faire l'objet d'une transposition.

#### Intégration européenne
Du fait de sa participation à l'espace économique européen (EEE), le droit islandais a en partie été influencé par les normes de l'Union européenne (acquis communautaire). Les accords établissant l'EEE sont, en effet, largement basé sur le droit de l'Union européenne.
Le 16 juillet 2009, l'Althing a voté en faveur de la présentation d'une demande d'adhésion, qui fut déposée le jour suivant.

### Législation
La loi est la principale source de droit, après la Constitution, en Islande. Pour entrer en vigueur, une loi doit être publiée au journal officiel, le Stjórnartíðinda.

### Règlements
Les règlements sont adoptés par l'administration. Ils doivent être conforme à la Constitution et à la loi. Ils sont publiés au Reglugerð.

### Coutume
En Islande, la coutume peut acquérir force de loi et devenir, par conséquent, une source du droit. Ainsi, la coutume est une importante source du droit en matière constitutionnelle.

### Caractère naturel (Eðli máls)
La notion d’Eðli máls fait référence aux considérations de justice et de faisabilité en tant que besoin sociétal et se rapproche des considérations d'équité.

### Déclarations et décisions des autorités administratives
Ce sont des normes publiées par certaines administrations dans le cadre de l'exercice de leurs compétences propres.

## Sources

## Compléments